# Cantone di Vauréal
Il Cantone di Vauréal è una divisione amministrativa dell'Arrondissement di Pontoise.
È stato istituito a seguito della riforma dei cantoni del 2014, che è entrata in vigore con le elezioni dipartimentali del 2015.

## Composizione
Comprende i comuni di:
- Aincourt
- Ambleville
- Amenucourt
- Arthies
- Avernes
- Banthelu
- Bray-et-Lû
- Buhy
- La Chapelle-en-Vexin
- Charmont
- Chaussy
- Chérence
- Cléry-en-Vexin
- Condécourt
- Courdimanche
- Frémainville
- Gadancourt
- Genainville
- Guiry-en-Vexin
- Haute-Isle
- Hodent
- Longuesse
- Magny-en-Vexin
- Maudétour-en-Vexin
- Menucourt
- Montreuil-sur-Epte
- Omerville
- La Roche-Guyon
- Sagy
- Saint-Clair-sur-Epte
- Saint-Cyr-en-Arthies
- Saint-Gervais
- Seraincourt
- Théméricourt
- Vauréal
- Vétheuil
- Vienne-en-Arthies
- Vigny
- Villers-en-Arthies
- Wy-dit-Joli-Village